# Ліпниця (Сьредський повіт)
Ліпниця (пол. Lipnica, нім. Schadewinkel) — село в Польщі, у гміні Шрода-Шльонська Сьредського повіту Нижньосілезького воєводства.
Населення — 188 осіб (2011).
У 1975-1998 роках село належало до Вроцлавського воєводства.

## Демографія
Демографічна структура станом на 31 березня 2011 року:
|          | Загалом | Допрацездатний вік | Працездатний вік | Постпрацездатний вік |
| -------- | ------- | ------------------ | ---------------- | -------------------- |
| Чоловіки | 101     | 15                 | 75               | 11                   |
| Жінки    | 87      | 16                 | 46               | 25                   |
| Разом    | 188     | 31                 | 121              | 36                   |